# Sophienstift Lübz

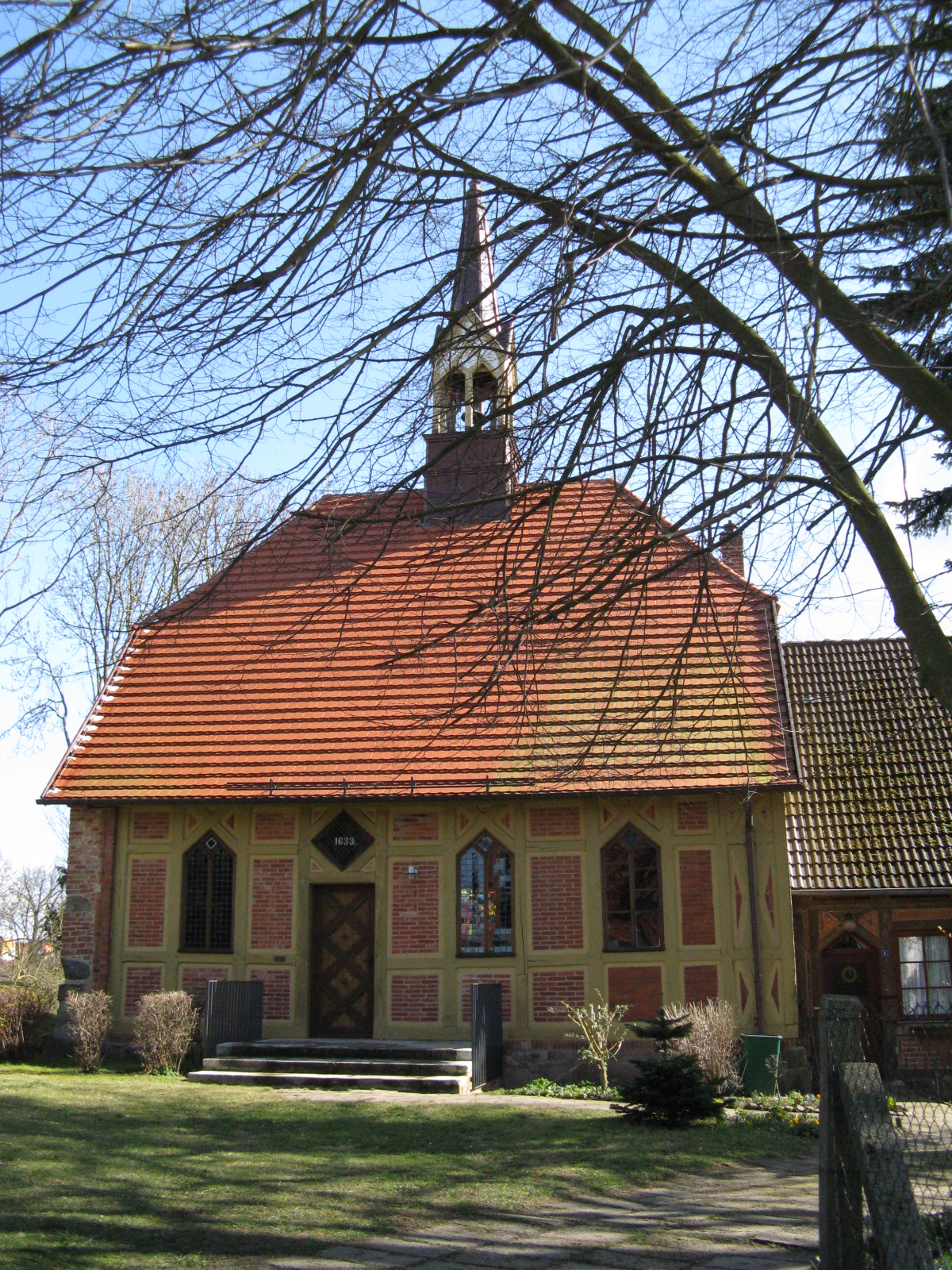
Stiftskirche Lübz (2008)

Das Sophienstift Lübz ist ein 1633 gegründetes Wohnstift für bedürftige Witwen in Lübz. Seine Gebäude bilden ein Baudenkmal.

## Geschichte

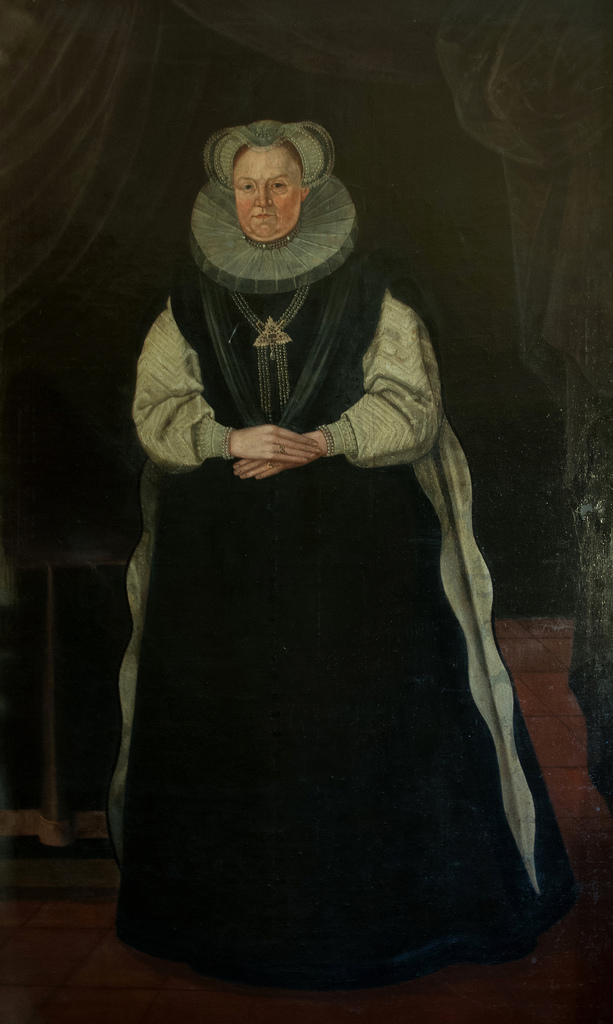
Herzogin Sophie von Mecklenburg-Schwerin

Das Sophienstift entstand als Reaktion auf die Kriegsereignisse des Dreißigjährigen Kriegs. Herzogin Sophie, die Witwe von Herzog Johann VII. und von 1603 bis 1608 de facto Regentin des (Teil-)Herzogtums Mecklenburg-Schwerin, stiftete es 1633 an ihrem Witwensitz Lübz aus Dank für die Rückkehr ihrer beiden Söhne Adolf Friedrich und Johann Albrecht aus dem Exil.
Das Stift wurde auf einer Anhöhe, damals vor der Stadt, an der Elde erbaut. Ausgestattet mit Land und Fischereirechten auf der Elde und im Lenzkanal, sollten im Stift acht adelige, vier bürgerliche und acht bedürftige Witwen ein Zuhause und Versorgung finden. Als Provisoren des Stifts wurden um 1551 Joachim (Achim) von Restorff auf Kuppentin, vor 1601 Christoph von Restorff und bis 1639 Joachim von Restorff auf Kuppentin erwähnt. Am 22. September 1634, kurz vor Sophies Tod, erhielt die Stiftung die landesherrliche Bestätigung. Zu ihrem ersten Stiftsprediger berief die Gründerin Joseph Wilhelmi, der in Hamburg als Kriegsflüchtling aus Magdeburg Zuflucht gefunden hatte. Schon 1637 erlitt das Stift große Schäden bei der Einnahme und Plünderung der Stadt durch kaiserliche Truppen; Wilhelmi floh zurück nach Hamburg.
Nach langem Verfall und Vernachlässigung wurde die Stiftung unter Großherzog Friedrich Franz II. 1857 reorganisiert. Die Stiftsgebäude wurden erneuert und konnten am 26. Mai 1858 neu eingeweiht werden. Aufgrund des landesherrlich und oberbischöflich bestätigten Regulativs erhielt das Stift unter dem 3. November 1870 als „Kirchliches Institut“ die Rechte einer juristischen Person unter Aufsicht der kirchlichen Behörden des Landes. Seit 1876 sind der Stiftskomplex und die zugehörigen Gärten Teil des Stadtgebiets von Lübz.
1902 erhielten die damals zehn Bewohnerinnen „Wohnung (je 2 in 1 Zimmer), Gartenland, Feuer, Arzt, Arznei, Naturalbezüge, an den 3 hohen Festen ein Festessen, vierteljährlich 6 Mark und am Stiftungstage wie am Todestag der Stifterin je 1,50 Mark“.
Gegenüber den Stiftsgebäuden befindet sich heute ein Kindergarten, dessen Träger das Diakoniewerk Kloster Dobbertin ist.
Das 1915 errichtete Gebäude "Alexandrahaus" war für die damalige Zeit eine innovative "Kleinkinderschule".

## Stiftskirche
Die in der Reihe der Stiftsbauten gelegene Stiftskirche ist ein kleiner, quadratischer Bau, der größtenteils in Fachwerkkonstruktion 1858 neu erbaut wurde. Vom Ursprungsbau von 1633 stammt nur noch der untere Teil des Ostgiebels. Die nördliche Giebelwand besteht aus Feldsteinen und wird von einem Blendgiebel bekrönt. Ein kleiner Dachreiter mit einer 1858 von Johann Carl Ludwig Illies in Waren umgegossenen Glocke überragt das Kirchendach. Die achtseitige Spitze wird von vier Spitzgiebeln eingefasst. Die Tritte vor den Türen bestehen aus alten Grabsteinen, die, so Friedrich Schlie, zuvor in der Stiftskirche ihren Platz hatten.
Das Innere der Kirche ist einfach gehalten. An beiden Seitenwänden befinden sich ganzfigurige Ölgemälde: Das an der Nordwand zeigt Martin Luther, das an der Südwand die Gründerin des Stifts, Herzogin Sophie.
Das Gebäude befand sich um 2000 in einem ziemlich schlechten Bauzustand. Mit Hilfe der Deutschen Stiftung Denkmalschutz wurde das Dach instand gesetzt, die Fassaden überarbeitet und ab 2005 der Innenraum restauriert. Am 24. September 2006 erfolgte die Wiedereinweihung. Die Stiftskirche dient religiösen und kulturellen Zwecken.
In der Stiftskirche befindet sich eine 1986 erbaute Orgel des Orgelbauers Wolfgang Nußbücker mit einem Manual und angehängtem Pedal. Sie hat die Disposition:
| I Manual C–g3 |       |
| Gedackt       | 8′    |
| Spitzflöte    | 4′    |
| Prinzipal     | 2′    |
| Quinte        | 1 ⁄3′ |

| Pedal C–d1 |     |
| Subbaß     | 16′ |

- Koppeln: I/P

## Stiftung
Das Sophienstift ist eine rechtsfähige kirchliche Stiftung bürgerlichen Rechts. Die Stiftungsaufsicht wird durch das Landeskirchenamt der Evangelisch-Lutherischen Kirche in Norddeutschland wahrgenommen. Das Stift gilt als ein eigenständiges Werk des Evangelisch-Lutherischen Kirchenkreises Mecklenburg. „Zweck der Stiftung ist es, hilfsbedürftige Personen, insbesondere im Bereich der Kirchengemeinde Lübz, zu unterstützen und die diakonischen Aufgaben der Kirchengemeinde Lübz zu fördern. Das Stiftungsvermögen dient somit der Förderung, Betreuung und Pflege von alten Menschen, Kindern und Jugendlichen.“